# Coupe des Pays-Bas de football 1913-1914
Navigation
Coupe des Pays-Bas 1912-1913 Coupe des Pays-Bas 1914-1915
La Coupe des Pays-Bas de football 1913-1914, nommée la KNVB Beker, est la 16e édition de la Coupe des Pays-Bas.

## Déroulement de la compétition
Tous les tours se jouent en élimination directe. À chaque tour, un tirage au sort est effectué pour déterminer les adversaires.

## Finale
La finale se joue le 31 mai 1914 à Amsterdam, le DFC bat le HFC Haarlem  3 à 2 et remporte son premier titre.